# Kõpu jõgi
Kõpu jõgi är ett vattendrag i Estland.   Det ligger i landskapet Viljandimaa, i den sydvästra delen av landet, 120 km söder om huvudstaden Tallinn.